# Bartha Femke Mirandolle-de Vries
Bartha Femke Mirandolle-de Vries (Sneek, 26 februari 1900 - Drachten, 26 oktober 1965) was een Nederlandse jurist en kunstschilder.

## Leven en werk
De Vries was een dochter van Rijkscommies Katrinus de Vries en Geertje van der Bij. Het gezin woonde vanaf 1907 in Amsterdam. Ze studeerde rechten en behaalde in 1928 het doctoraal examen. In 1927 verhuisde ze met haar ouders naar het schildersdorp Laren, ze werkte echter als advocaat en curator in de hoofdstad. In Laren kreeg De Vries schilderles van Frans Langeveld en Baruch Lopes de Leao Laguna. In 1933 trouwde ze met makelaar Henri Jean François Mirandolle (1887-1958). Het stel woonde in Blaricum (tot 1951), Hilversum (tot 1957) en Baarn.
Mirandolle-de Vries schilderde figuren, portretten, en (bloem)stillevens en exposeerde ook. Ze was lid van de Amsterdamse kunstenaarsvereniging Sint Lucas. In Laren sloot ze zich aan bij de Vereeniging voor Beeldende Kunsten Laren-Blaricum en was ze in 1935 een van de oprichters van de Gooische Schildersvereniging. Ze werd ook bestuurslid bij de Larense verenigingen. Als secretaresse van De Gooische leidde ze met Anna Singer in 1938 koningin Wilhelmina rond op de eretentoonstelling van William Singer.
In het najaar van 1965 kreeg Mirandolle-de Vries een ernstig auto-ongeluk in Drachten en overleed nog dezelfde dag in het plaatselijke ziekenhuis. De kunstenares werd 65 jaar, ze werd begraven op de algemene begraafplaats in Laren.
- Biografisch Portaal: 84135091
- RKD-Nederlands Instituut voor Kunstgeschiedenis: 110087